# Olga Andrino
Olga Andrino de Diego (Burgohondo, Ávila, 1959) es una pintora y escultora española.

## Biografía
Su infancia transcurrió en Madrid. Ha vivido en Ibiza, Londres y Madrid. Estudió bellas artes en la Universidad Complutense de Madrid y tiene el doctorado de escultura.
Andrino trabajo en Estados Unidos en galerías como Valliart en Miami. También fue elegida por su alma mater para representar a su universidad, junto con otros tres artistas, en el Colegio de España en París (Quatre Peinture et sculpture).

## Estilo
Olga Andrino usa diferentes materiales para sus obras, entre los cuales se pueden citar papel de periódico, cemento, arena, cartón, madera y hierro y plástico entre otros.
Durante seis años su obra ha tratado el tema de las multitudes, los grupos humanos y qué espacios ocupa éstos. Con ello ha elaborado una obra dramática, ya que el hecho de que posea contenido humano hace que también presente contenido dramático. También indaga en el mundo de las palabras.
La artista define su obra diciendo que la escultura es pictórica y la pintura escultórica ya que la primera tiene pintura y la segunda tiene relieve.
El color predominante en sus obras es el rojo que, el cual pretende representar el drama de las multitudes sobre un mar de color blanco. Este color, el rojo, ha sido clave en la vida de Olga Andrino, pues ha tocado muchos aspectos de su vida. Según ella es el color que da coherencia a sus obras, actúa como un hilo conductor y se podría decir que es el sello propio de la artista, es decir, el color que caracteriza sus obras. La artista se mueve por emociones y concibe al color rojo como si fuera una de ellas, dándole una simbología ígnea y sanguínea.
El material que suele usar en su escultura es el cemento, aunque también usa la arena. Para ella estos materiales dan un aspecto telúrico a su obra y la enlazan con los veranos de su niñez en la casa de sus abuelos, representando su humildad. Sus esculturas son de un tamaño grande, a escala real.
En todos los aspectos de su obra está el tema de la infancia. El cemento representa el patio y el parque, lugares donde los niños se divierten juntos y aprenden los juegos tradicionales. Estas esculturas representan al espacio público, al lugar donde los niños deben divertirse libremente. La infancia es un tema clave en su obra ya que es primer período de la vida, del que se procede, y el que marca la vida adulta según Olga Andrino.
El principal pintor y escultor influyente en su obra es el neoexpresionista alemán Anselm Kiefer, de quien sacó la idea de los grandes volúmenes. Andrino considera que las obras escultóricas de grandes volúmenes deben ser expuestas en grandes plataformas públicas y establece una correlación directa tamaño/expresión, es decir, para expresar grandes sentimientos, emociones y sensaciones se necesita hacerlo a través de grandes esculturas, que deben ser expuestas en grandes espacios.

## Listado de exposiciones
- 1994-1996 - Colabora en diferentes ONG’s. Colabora en ‘Ayudarte’, un colectivo del círculo de Bellas Artes de Madrid que ayudaba a Médicos sin Fronteras, y en ‘El Arte en la cooperación y el desarrollo’, a beneficio de Manos Unidas. También fue seleccionada en el primer Certamen Uniplublic de Pintura Deportiva.
- 1998 - Es seleccionada para la exposición ‘Grabadores 98’ que se realizó en la Sala de exposiciones de la Facultad de Bellas Artes de la Universidad Complutense.
- 2000 - Arco 2000 Galería Levy Madrid y Hamburgo. Exposición colectiva “Territorio de arte, pintores modernos y contemporáneos”. Fue seleccionada en el segundo Premio de Pintura Todisa.
- 2000-2001 – Realiza una colección individual de pintura y escultura para la Galería Levy Madrid-Hamburgo. “CAJAS 2000-2001”, una exposición que está basada en la teoría de Wittgenstein, la cual trata las relaciones que hay entre objetos simples y objetos compuestos como hechos atómicos. También en este período contribuye con colección colectiva ‘“Encuentros Generacionales” en la Galería Jorge Ontiveros. Olga Andrino volvió a ser seleccionada en el Tercer Premio de Pintura Todisa.
- 2002 – Contribuye con la exposición colectiva ‘Nuevas visiones’ en la Galería Arteara de Madrid y en la ‘Otras Meninas’, realizada en distintas ciudades de la geografía española, a saber: Aula de Cultura Caixa Galicia de Santiago de Compostela, Sede Mediterránea de Medios en Valencia, Sala Kubo-Kutxaespacio del Arte en San Sebastián, Centro Cultural de la General en Granada y Sala de exposiciones Universidad de Málaga. También fue en este año cuando fue seleccionada por la Universidad Complutense de Madrid para representar a esta entidad en el colegio de España en París (“Quatre” Peinture et sculture). Realiza también la exposición individual ‘Objetos simples’ en la Galería Sala XIII de Madrid. Fue seleccionada por tercera vez para el Cuarto Premio de Pintura Todisa.
- 2003 – Exposición colectiva ‘Antesala Cuatro’ de escultura y pintura en la Galería Sala XIII de Madrid. Su obra sobre las Meninas se expone en la ciudad de Montevideo, Uruguay y entre junio y julio de este año se expone en el Museo Nacional de Bellas Artes de Buenos Aires, Argentina.
- 2004 – Andrino participa en el proyecto ‘Fashion Art’, expuesta entre abril y mayo en Los Condes, Santiago de Chile, en junio se expone en el museo de Antioquia, Medellín y en agosto en el Museo de la Tertulia en Calí, Colombia. El proyecto ‘Fashion Art’ se expuso en Cartagena de Indias entre noviembre de 2004 y enero del 2005.  Olga Andrino participa en la exposición ‘Activarte’ en Barcelona con su pieza ’10 Años de Proyectos’.
- 2005 – Realiza la exposición individual ‘Otros Espacios’ en la Galería Sala XIII. Expone, junto con la artista de origen belga Belén Herbosh en la Fundación Carlos de Amberes, en Madrid.
- 2006 – Exposición individual ‘Un espacio azul’ en el Club Diario de Ibiza, en Ibiza. Exposición individual “El Patio” en la Galería Blanca Soto Arte de Madrid, España.
- 2008 – Colabora con exposición colectiva ‘Interferencias’ en el Taller de la Sal, Las Salinas, Ibiza.
- 2011 – Junto con Josemi Carmona realiza el proyecto músico-pictórico ‘Cena para Dos’. En la feria internacional del arte en el hotel Fénix de Madrid participa con su pieza ‘Alatriste’, a proposición de su galerista Belén Biondetta del Biondetta Art Gallery. Exposición individual “Un mundo de hoy: La multitud” en Biondetta Art Gallery, Madrid, España.
- 2012 – Participa en la exposición ’25 Años de Moda Española’ en el Museo Cerralbo de Madrid con su pieza ‘La Alfombra Roja’.
- 2013 - Exposición individual “Un mundo de hoy” en el Centro Cultural Galileo de Madrid. Es seleccionada por el Development International Bank para una exhibición individual “Crowds” en su DIB E.A. Art Gallery, Washington D. C., EE. UU y “Multitudes/Crowds” en el Instituto Cervantes de Nueva York, Nueva York,[3] EE. UU.

## Obras
- 2008 – Sobre la Sal
- 2009 – Un mundo de hoy: la multitud
- 2009 – Muchedumbre
- 2010 – Alatriste
- 2010 - España /La cata: velada con 5 botellas de vino,
- 2010 – España
- 2010 – Siesta en Afganistán
- 2010 - La mirada de Ibiza a Formentera/ Niños jugando en la orilla
- 2011 – Multitudes
- 2011 – Oficina de empleo
- 2012 – La alfombra roja
- 2012 – Madrid
- 2012 - Una ciudad en América, Nueva York
- 2013 – Multitud en la plaza
- 2013 - Multitudes I, II, III y IV
- 2013 – La atracción del abismo
- 2013 – Adiós
- 2013 – Hacia algún lugar
- 2013 – Hacia el templo
- 2013 - Diáspora
- 2013 - Nam Myoho Renge kyo
- 2013 – En la biblioteca
- 2013 - En el museo
- 2017 - Almas viajeras